# Watership Down (Film)
Watership Down (alternativ: Unten am Fluss) ist ein britischer Zeichentrickfilm aus dem Jahre 1978 von Regisseur Martin Rosen nach dem gleichnamigen Roman von Richard Adams. Er handelt von der abenteuerlichen Reise einer Gruppe von Kaninchen, die aus ihrem angestammten Zuhause entfliehen und im englischen Hügelland Watership Down eine neue Heimat finden.

## Handlung
Der Film beginnt mit der Erklärung der Kosmogonie der Kaninchen: Am Anfang schuf der Sonnengott Frith die Welt, die Bäume, die Sterne und auch alle Tiere, welche zu Beginn alle gleich waren. Doch als sich die Kaninchen immer unkontrollierter vermehren und die Mehrheit übernehmen, wollte Frith dem Kaninchenfürsten El-ahrairah ins Gewissen reden – doch dieser bezeichnete sein Volk als das stärkste, und daher sei es nur recht, dass es die Mehrheit übernimmt. Frith hingegen wollte dies nicht hinnehmen und gab jedem Tier nun eigene Eigenschaften – er versah Wiesel, Fuchs, Falke und Katze mit dem Jagdtrieb. Diese dezimierten den Kaninchenbestand und brachten Furcht in das Herz von El-ahrairah. Doch auch den Kaninchen gab Frith Eigenschaften mit: große Ohren, um Gefahren zu hören, und starke Hinterläufe, um schnell fliehen zu können. Der Vorspann endet mit dem Motto, welches auf den Filmplakaten zu lesen war: „All the world will be your enemy, Prince of a Thousand enemies. And when they catch you, they will kill you. But first they must catch you; digger, listener, runner, Prince with the swift warning. Be cunning, and full of tricks, and your people will never be destroyed“ („Die ganze Welt wird dein Feind sein, Fürst mit tausendfachen Feinden, und wann immer sie dich fangen, werden sie dich töten. Aber zuerst müssen sie dich fangen, Gräber, Lauscher, Läufer, Fürst der schnellen Warnung. Sei schlau und voller Listen, und dein Volk wird niemals vernichtet werden.“)
Der junge Rammler Hazel lebt mit vielen anderen seiner Art in einem Bau auf dem englischen Land. Sein Leben scheint unbeschwert, bis sein schmächtiger Bruder Fiver Visionen von einer bevorstehenden Katastrophe hat und ihn drängt, die Heimat so schnell wie möglich zu verlassen. Zuerst zögert Hazel, aber schließlich brechen er, Fiver und einige weitere Kaninchen gegen den Willen ihres Anführers auf. Wenig später wird der Bau von Menschen ausgeräuchert und zerstört und fast alle zurückgebliebenen Kaninchen werden vom giftigen Rauch getötet, den die Menschen in den Bau geleitet hatten.
Die Überlebenden – eine Gruppe junger, schwacher und unerfahrener Rammler – wandern in die Hügellandschaft von Watership Down und graben sich dort einen neuen Bau. Bald schon treffen sie auf neue Freunde wie die Möwe Kehaar und einige Stallkaninchen, die sie aus der Gefangenschaft der Menschen befreien können. Aber auch Feinde lassen nicht lange auf sich warten: der autoritär geführte Kaninchenstamm der Efrafa kontrolliert die Nachbarschaft; deren mächtiger Anführer General Woundwort herrscht wie ein Diktator über viel zu viele Untertanen.
Als Hazel und seine Freunde einige Weibchen aus Efrafa befreien, entbrennt Krieg unter den Kaninchen und Woundwort führt seine Kampftruppe gegen den Bau von Watership Down. Mit der Hilfe ihrer Verbündeten und eines waghalsigen Plans können die unterlegenen Kaninchen in letzter Minute den Sieg erringen, dazu befreien sie den Hund eines Bauernhofes und treiben ihn nach Watership Down. Bigwig verteidigt derweil seine Freunde gegen Woundwort. Der Hund tötet mehrere Mitglieder von Woundworts Kampftruppe. Als Woundwort erscheint, geht der Hund auch auf ihn los, seine Leiche wurde jedoch nie gefunden. Fortan können Hazel und seine Freunde in Frieden leben.
Hazel, der inzwischen sehr alt geworden ist, wird am Ende des Films vom „schwarzen Kaninchen des Todes“ abgeholt und verlässt somit das irdische Leben, um fortan im Kaninchenjenseits in der Owsla (Leibwache) von El-ahrairah, dem ewigen Kaninchenoberhaupt, zu dienen.

## Hintergrund
- Das vom Songschreiber Mike Batt verfasste und von Art Garfunkel vorgetragene Titellied Bright Eyes wurde zum Welterfolg.
- Ursprünglich war John Hubley als Regisseur für Unten am Fluß engagiert worden. Als jedoch die Arbeiten nach einem Jahr stagnierten, feuerte ihn der Produzent Martin Rosen und übernahm selbst die Regie. Das einzige, was von Hubleys Arbeit übrig blieb, ist die Eröffnungssequenz des Films. Diese unterscheidet sich signifikant vom „Rest“ des Films und offenbart Hubleys charakteristischen Stil.

## Synchronisation
Der Film wurde bei der Berliner Synchron vertont. Joachim Kunzendorf schrieb das Dialogbuch und führte die Dialogregie.
| Rolle                  | englischer Sprecher | deutscher Sprecher |
| Hazel                  | John Hurt           | Norbert Gescher    |
| Fiver                  | Richard Briers      | Stefan Krause      |
| Bigwig                 | Michael Graham Cox  | Andreas Mannkopff  |
| Blackberry             | Simon Cadell        | Lutz Riedel        |
| Hyzenthlay             | Hannah Gordon       | Rebecca Völz       |
| Pipkin                 | Roy Kinnear         | Wolfgang Ziffer    |
| Silver                 | Terence Rigby       | Mogens von Gadow   |
| Kehaar                 | Zero Mostel         | Wolfgang Völz      |
| General Woundwort      | Harry Andrews       | Hubert Suschka     |
| Clover                 | Mary Maddox         |                    |
| Holly                  | John Bennett        | Gerd Duwner        |
| Dandelion              | Richard O’Callaghan | Ulrich Matthes     |
| Chefkaninchen Thearah  | Ralph Richardson    | Michael Chevalier  |
| Cowslip                | Denholm Elliott     | Horst Gentzen      |
| Campion                | Nigel Hawthorne     | Ulrich Gressieker  |
| Blackavar              | Clifton Jones       | Alexander Herzog   |
| Vervain                | Derek Griffiths     | Joachim Cadenbach  |
| Chervil                | Derek Griffiths     | Joachim Cadenbach  |
| Katze                  | Lynn Farleigh       | Inken Sommer       |
| Frith                  | Michael Hordern     | Alexander Herzog   |
| Das Schwarze Kaninchen | Joss Ackland        | Frank Glaubrecht   |
| Erzähler               | Michael Hordern     | Joachim Nottke     |

## Auszeichnungen
- Saturn Award
  - Beste Animation
  - Bester Fantasy-Film (nominiert)
- Hugo Award
  - Beste Dramatische Präsentation (nominiert)

## Rezeption
Watership Down wurde als einer der ersten ernstzunehmenden Trickfilme für Erwachsene gepriesen, die im Westen entstanden. Das Magazin Total Film wählte ihn 2004 in die Top 50 der Liste der größten britischen Filme aller Zeiten.
In Deutschland wurde die geringe Altersfreigabe (FSK ab 6) kritisiert, da der Film – wie auch die Buchvorlage – viele gewalttätige und für Kinder verstörende Szenen enthält. Gut vierzig Jahre nach der Premiere fielen die Reaktionen in Großbritannien vergleichbar aus, obwohl der Film dort ohne Altersbeschränkungen in den Kinos lief, als er zu Ostern 2016 im Programm von Channel 5 gezeigt wurde.
Der Film hat eine Kritikerzustimmung von 79 % auf Rotten Tomatoes bei einer durchschnittlichen Wertung von 7,1/10. Von den 34 Kritiken wurden 27 als positiv eingestuft.
- „Ein reizvoller, detailverliebter Zeichentrickfilm, der wegen seiner vielschichtigen Bezüge zur menschlichen Existenz Aufmerksamkeit verdient. Der intelligent und fantasievoll gemachte Film urteilt in seinen kritischen Ansätzen oft bitter über gesellschaftliche Zustände und menschliche Verhaltensweisen wie Machtmissbrauch, ungerechte Besitzverhältnisse und die zunehmende Zerstörung der Natur. Sein lebensbejahender Optimismus deutet jedoch auch die Möglichkeit der Veränderung dieser Verhältnisse an.“ – „Lexikon des internationalen Films“[6]

- „Auch wenn die Musik zuweilen recht aufdringlich wirkt, vor allem das Lied Art Garfunkels, ist Rosens Film mehr als so manche neuere Produktion aus der Disney-Werkstatt: Odyssee einiger hellsichtiger Einzelgänger, Allegorie auf die Gesellschaft und Utopie von einem harmonischen Leben.“ Anne Frederiksen, Die Zeit, 14. November 1980[7]

## Blu-Ray-Veröffentlichung
Im Jahr 2010 wurde eine Fassung des Films auf Blu-ray veröffentlicht. Das Bild ist dabei „recht solide, aber stil- und altersbedingt eingeschränkt“ und auch der „herkömmlichen 2-Kanal-Stereo-Abmischung“ merke man das Alter an, von einer Enttäuschung sei man „dennoch weit entfernt“, so die Spezialisten von blurayreviews.ch. Negativ fiel auf, dass der Kontrast teilweise wechselhaft sei beziehungsweise „flackerig“ wirke und das Bild allgemein „eher flach“ sei. Die Bonuselemente könnten sich „für einen Film diesen Alters aber dennoch sehen lassen“. Enthalten sind als wesentliche Elemente zwei Interview-Features (Eine Unterhaltung mit den Filmemachern von ca. 17 Minuten Dauer und Die Entwicklung eines Stils mit ca. 12 Minuten Dauer), in denen neben Martin Rosen (Regisseur) und Terry Rawlings (Filmeditor) auch einige der Animatoren und Background-Künstler eingebunden sind, um über die Entstehung des Films zu sprechen. Darüber hinaus gibt es u. a. noch Storyboard-Entwürfe und Archiv-Fotos zu sehen.

## Neuauflage
Ende 2018 wurde in Kooperation von Netflix und der BBC der Film als vierteilige Miniserie neu aufgelegt. Dabei wurde u. a. die Umsetzung als Zeichentrick durch computergenerierte Grafiken ersetzt, anstelle von Art Garfunkel („Bright Eyes“) wurde die Titelmelodie von Sam Smith („Fire on Fire“) intoniert und die inhaltliche Darstellung sei laut der BBC, so die SZ, „besser geeignet für Kinder“. Als Sprecher wurde „eine erstaunliche Anzahl hochangesehener britischer Schauspieler“ engagiert, darunter James McAvoy, Oscar-Preisträger Ben Kingsley, John Boyega und Gemma Arterton.

## Soundtrack
- Angela Morley, Mike Batt, Malcolm Williamson: Watership Down. The Original Soundtrack from the Film. Original-Filmmusik-Aufnahme unter der Leitung von Marcus Dods. Pendulum Entertainment Group/Sony, New York 1998, Tonträger-Nr. PEG022 A 28896.
- Der Titelsong Bright Eyes von Mike Batt, gesungen von Art Garfunkel, wurde ein Hit.